# ŠNK Višnjevac
ŠNK Višnjevac je nogometni klub iz Višnjevca koji se natječe u MŽNL Osijek – Vinkovci.

## Povijest
Klub je nastao 1948. godine pod nazivom NK Borac. Prvih godina se natjecao u kotarskoj ligi, koje je bilo područje bivše Općine Osijek. Prema postojećem šahovskom klubu, 1952. godine ime kluba promijenjeno je u NK Mladost. Najozbiljnije se počelo raditi nakon Domovinskog rata, više godina klub nije bio aktivan pa je nakon ponovnog formiranja morao krenuti od najnižeg ranga natjecanja. Tada klub preuzima Višnjevački poduzetnik Ante Čurić. Svaka godina je značila jedan rang više, kako bi se ustalili u 3. HNL – Istok koju u sezoni 2003./2004. i osvajaju što do danas ostaje najveći uspjeh kluba. Sezone 2016./2017. klub ispada u MŽNL Osijek – Vinkovci u kojoj se i danas natječe. Kroz klub su prolazili mnogi treneri od kojih se najviše ističe proslavljeni hrvatski nogometaš Robert Špehar koji je klub vodio u dva navrata. Klub je i tri puta igrao Hrvatski nogometni kup u sezonama 2005./2006., 2010./2011. te 2018./2019.

## Najveći uspjesi
Najveći uspjesi su ostvareni 2004. godine kada su bili prvaci 3. HNL – Istok, osvajanje županijskog kupa 2011. godine, igranje 1/16 finala Hrvatskog nogometnog kupa protiv Istre 1961 te osvajanje kupa NS Osijek 2018. godine.